# Степановка (Ташлинський район)
Степа́новка (рос. Степановка) — село у складі Ташлинського району Оренбурзької області, Росія.

## Населення
Населення — 460 осіб (2010; 492 у 2002).
Національний склад (станом на 2002 рік):
- росіяни — 91 %